# Clogherny Meenerrigal
Das Wedge Tomb von Clogherny Meenerrigal ist ein Wedge Tomb, das ähnlich wie Island im County Cork von einem Steinkreis aus Schieferplatten umgeben wird. Es liegt im Butterlope Glen bei Plumbridge im County Tyrone in Nordirland in einem runden Cairn. Wedge Tombs (deutsch „Keilgräber“), früher auch wedge-shaped gallery grave genannt, sind doppelwandige, ganglose, mehrheitlich ungegliederte Megalithanlage der späten Jungsteinzeit und der frühen Bronzezeit und neben Court Tombs, Portal Tombs und Passage Tombs typisch für die Westhälfte Irlands.

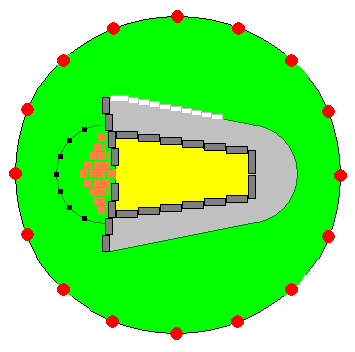
Schema Wedge Tomb

## Beschreibung
Der Wedge Tomb hat eine gerade Fassade und einen aufliegenden Deckstein. Die Galerie wird durch Pfosten segmentiert, und beide Enden sind durch Platten verschlossen. Umgeben ist es von einem Steinkreis mit einem Durchmesser von 18 Metern, bestehend aus 11 etwa 90 cm hohen Schiefersteinen. Kreise aus zumeist kleinen Steinen, oft gemeinsam mit Steinreihen, manchmal auch mit Cairns, sind in diesem Bereich nicht selten. Das Grab besteht aus einer einzigen Galerie. Ein Zugangspfostenpaar über dem sich ein langer Stein befindet, der Teil der Fassade ist, steht im Südwesten. Es gibt eine äußere Randsteinkante, die einen fersenförmigen Cairn definiert. 
Diese Anlage ist eine von 22 Wedge Tombs im County Tyrone, was etwa 5 % der Gesamtanzahl in Irland entspricht. Während der von Oliver Davis im Jahre 1937 durchgeführten Ausgrabung kam zwischen dem Wedge Tomb und dem Steinkreis ein Pflaster zutage, und ein Scheiterhaufen mit gebranntem Haselholz, Feuerstein, einer Pfeilspitze und verbrannten menschlichen Überreste wurde gefunden. Die Verbindung zwischen diesen beiden Elementen bleibt ein Rätsel.
Das Court tomb von Balix Lower liegt etwa 100 m nördlich auf einem Hügel.